# كالفيزانو
 كالفيزانو، (بالإنجليزية: Calvizzano)‏، (نابولي:Calvizzàne)، هي (بلدية) في مدينة نابولي متروبوليتان، في إقليم كامبانيا الإيطالي، وتقع على بعد حوالي 9 كم شمال غرب نابولي.

## السكان
في سنة 1861 بلغ عدد السكان 2٬014 نسمة، وتطور العدد ليصل في سنة 2011 لـ 12٬537 نسمة.
يظهر هذا المخطط البياني تطور النمو السكاني لـ كالفيزانو